# Stanisław Kazimierz Dowgiałło
Stanisław Kazimierz Dowgiałło herbu Zadora – podstoli wileński w latach 1674-1690, sekretarz Jego Królewskiej Mości w 1674 roku.
Jako poseł województwa wileńskiego na sejm elekcyjny 1674 roku podpisał pacta conventa Jana III Sobieskiego w 1674 roku.